# Kornel Lisman
Kornel Lisman, né le 20 février 2006 à Szczecin en Pologne, est un footballeur polonais qui évolue au poste d'ailier droit au Lech Poznań.

## Biographie

### Carrière en club
Né à Szczecin en Pologne, Kornel Lisman est formé par le FASE Szczecin avant de poursuivre sa formation au Lech Poznań, qu'il rejoint en 2023. Dans un premier temps intégré à l'équipe réserve du club, il se blesse sérieusement au genou au début de l'année 2024, opéré en mars de cette année-là il est absent pour plusieurs mois et voit sa saison 2023-2024 terminée prématurément.
Il fait ses débuts en professionnel avec l'équipe première le 22 septembre 2024, contre le Śląsk Wrocław, en championnat. Il entre en jeu à la place de Filip Szymczak et son équipe s'impose par un but à zéro.
Il est sacré champion de Pologne pour sa participation à la saison 2024-2025,.

### En sélection
Kornel Lisman représente la Pologne en sélection et commence sa carrière internationale avec les moins de 18 ans, jouant trois matchs en 2023.

## Palmarès

### En club
Lech Poznań
- Championnat de Pologne (1) :
  - Champion : 2024-2025